# Vangede Station
Vangede Station er en S-togs-station i Vangede.
Den ligger i takstzone 31.

## Historie
Ved åbningen af jernbanestrækningen Slangerupbanen i 1906 var der stop ved et trinbræt i Vangede. I 1908 blev opført en egentlig stationsbygning tegnet af overarkitekt Heinrich Wenck.
Den oprindelige stationsbygning blev revet ned kort efter åbningen af en ny stationsbygning, der blev opført i 1968 i forbindelse med forberedelserne til elektricificering af banen og tilslutning til det københavnske S-togsnet.

## Galleri
- Perronen set fra øst.
- Billetautomater og rejsekortstandere.
- Passage fra perronen til elevator.
- Forhallen med boghandel og trappe ned til perronen.
- Vangede Station i 1953.

## Antal rejsende
Ifølge Østtællingen var udviklingen i antallet af dagligt afrejsende med S-tog:
| År   | Antal | År   | Antal | År   | Antal | År   | Antal |
| ---- | ----- | ---- | ----- | ---- | ----- | ---- | ----- |
| 1957 | -     | 1974 | -     | 1991 | 1.173 | 2001 | 1.184 |
| 1960 | -     | 1975 | -     | 1992 | 1.368 | 2002 | 1.184 |
| 1962 | -     | 1977 | 571   | 1993 | 1.085 | 2003 | 1.271 |
| 1964 | -     | 1979 | 1.088 | 1995 | 989   | 2004 | 1.328 |
| 1966 | -     | 1981 | 1.366 | 1996 | 955   | 2005 | 1.292 |
| 1968 | -     | 1984 | 1.363 | 1997 | 1.064 | 2006 | 1.501 |
| 1970 | -     | 1987 | 1.121 | 1998 | 985   | 2007 | 1.317 |
| 1972 | -     | 1990 | 1.233 | 2000 | 1.150 | 2008 | 1.342 |

## Eksterne links
- Wikimedia Commons har flere filer relateret til Vangede Station
- Vangede Station på dsb.dk

| Foregående station         |  | S-tog     |  | Efterfølgende station  |
| -------------------------- |  | --------- |  | ---------------------- |
| Dyssegårdmod Høje Taastrup |  |           |  | Kildebakkemod Farum    |
| Dyssegårdmod Høje Taastrup |  | Myldretid |  | Kildebakkemod Buddinge |

| Jernbane | Spire Denne jernbaneartikel er en spire som bør udbygges. Du er velkommen til at hjælpe Wikipedia ved at udvide den. |